# Aconura inversa
Aconura inversa är en insektsart som beskrevs av Logvinenko 1975. Aconura inversa ingår i släktet Aconura och familjen dvärgstritar. Inga underarter finns listade i Catalogue of Life.